# Carlos Fernando dos Santos Lima
Carlos Fernando dos Santos Lima (c. 1964) é um advogado e consultor em compliance. Bacharel pela Faculdade de Direito de Curitiba (atual Centro Universitário Curitiba) , se graduando em 1980, foi procurador Regional da República, lotado na Procuradoria Regional da República da 3º região em São Paulo. Atualmente aposentado da carreira do Ministério Público, atuou na força-tarefa Operação Lava Jato em Curitiba, até setembro de 2018, onde ganhou notoriedade. Ingressou, em 1995, como membro do Ministério Público da União (MPU), no cargo inicial de Procurador da República, conforme estrutura organizacional do Ministério Público Federal (MPF). Atuou também no  caso Banestado, operação que investigou evasão de divisas no Banco do Estado do Paraná (Banestado).   

## Investigação da Arena Corinthians
De acordo com o procurador Carlos, há indícios de que as obras de construção da Arena Corinthians, conhecido como Itaquerão, em São Paulo, envolveram o pagamento de propinas por parte da empreiteira Odebrecht (atual Novonor), alvo da 26ª fase da Lava Jato, batizada Operação Xepa, deflagrada em 22 de março de 2016.
O estádio foi o palco da abertura da Copa do Mundo de 2014 no Brasil. De acordo com o procurador Carlos Fernando Lima, a diretoria responsável pela supervisão da obra do Itaquerão aparece em documentos e tabelas apreendidos pela Polícia Federal que indicam o pagamento de propinas relacionadas à obra.
Em relação a outros estádios da Copa, o procurador afirmou que outras fases da Lava Jato já haviam indicado o pagamento de propinas envolvendo empreiteiras e que novos indícios estão sendo colhidos, "inclusive de delações que ainda estão em andamento".

## Premiações
Carlos Fernando é um dos procuradores que foi premiado em 24 de setembro de 2015 pelo Global Investigations Review (GIR). O GIR é um portal de notícias consolidado no cenário internacional como um dos principais canais sobre investigações contra a corrupção e instituiu o prêmio para celebrar os investigadores e as práticas de combate à corrupção e compliance que mais impressionaram no último ano. Em seis categorias, foram reconhecidas práticas investigatórias respeitadas e admiradas em todo o mundo. A força-tarefa concorreu com investigações famosas como a do caso de corrupção na Fifa. Os países que disputaram o prêmio com o Brasil foram Estados Unidos, Noruega, Reino Unido e Romênia.

## Controvérsias
Segundo a Revista IstoÉ, sua esposa, Vera Lúcia dos Santos Lima, trabalhou no departamento de abertura das contas da filial do Banestado, em Foz do Iguaçu, na época em que o procurador atuava no caso Banestado. Ainda segundo o site, o procurador foi quem recebeu e manteve engavetado, desde 1998, o dossiê sobre o caso Banestado e uma lista de 107 pessoas que figuram na queixa-crime sobre remessa de dólares via agência em Nova York.
Em novembro de 2021, o Tribunal de Contas da União determinou que Carlos Fernando dos Santos Lima e outros 4 Procuradores da República devolvessem valores recebidos indevidamente a título de diárias enquanto participavam da Operação Lava-Jato.
Carlos Fernando dos Santos Lima, que aposentado passou a prestar consultoria a empresas, fez carreira e tem família em Curitiba. Porém, no período em que atuou na Operação, estava vinculado a São Paulo, SP. Recebeu indevidamente, segundo o TCU, 377 diárias, que somam mais de R$ 361 mil. 

## Artigos publicados
- Antônio Carlos Welter e Carlos Fernando dos Santos Lima, Chamem o ladrão, O Globo, 13 de julho de 2016.[10]